# Pitcairnia rundelliana
Pitcairnia rundelliana är en gräsväxtart som beskrevs av Jason Randall Grant. Pitcairnia rundelliana ingår i släktet Pitcairnia och familjen Bromeliaceae.
Artens utbredningsområde är Panamá. Inga underarter finns listade i Catalogue of Life.